# Mário Pinto de Andrade
Mário Pinto de Andrade (Golungo Alto, 21 agosto 1928 – Londra, 26 agosto 1990) è stato un politico, attivista e scrittore angolano.
Fu leader del Movimento Popolare di Liberazione dell'Angola (MPLA) e fondatore del Partito Comunista Angolano (PCA) nel 1955.

## Biografia
Studiò filologia classica all'Università di Lisbona e poi alla Sorbona di Parigi (dal 1954), dove scrisse un poema anticolonialista e fu editore di Presenze africane (1955-1958). Sempre in questi anni creò con altri intellettuali lusofoni il Centro de Estudos Africanos, dedicandosi alla filologia e all'editoria. Nel 1955 fondò il Partito Comunista Angolano.
Lavorò con Agostinho Neto per unificare il Movimento di liberazione. Nel 1960 fu eletto presidente del movimento dopo che Neto venne arrestato (riprese questa carica nel 1962).
Fu attivo nell'Mpla fino al 1974, quando, dissentendo sull'autoritarismo, uscì dal partito per confluire nel gruppo dissidente Revolta Activa. Dopo il conseguimento dell'indipendenza, si trasferì in Guinea-Bissau dove era allora presidente Amilcar Lopes Cabral, per lavorare nelle commissioni governative culturali.
Pubblicò diverse antologie di scrittori portoghesi di origine africana. 
Morì nel 1990 a Londra, mentre lavorava a un saggio storico sul  nazionalismo nelle colonie portoghesi.

## Vita privata
Era sposato con la regista francese Sarah Maldoror: la coppia ebbe due figlie.